# エストリヒ＝ヴィンケル
エストリヒ＝ヴィンケル (ドイツ語: Oestrich-Winkel, ドイツ語発音: [ˈœstrɪç ˈvɪŋkl̩]) は、ドイツ連邦共和国ヘッセン州ダルムシュタット行政管区のラインガウ＝タウヌス郡に属す市である。市の行政機関はエストリヒ市区にある。

## 地理

### 位置
本市は、マインツの西約 20 km のライン川河畔に位置している。北緯50°と東経8°がヴィンケル市区で交わっている。

### 市の構成
エストリヒ＝ヴィンケルの市域は、ハルガルテン、ミッテルハイム、エストリヒ、ヴィンケルの各市区からなる。
ヴィンケルは、ミッテルハイムやエストリヒと建物の切れ目がなく続いており、東西に流れるライン川に直接面している。ハルガルテンはライン川の北約 2 km に位置している。

### 市域の土地利用
市域面積は 5,953 ha で、その用途別面積は以下の通りである（2008年12月31日現在）。
| 住宅地および空き地 | 233 ha   |
| 交通用地           | 229 ha   |
| 農業用地           | 176 ha   |
| ブドウ畑           | 1,019 ha |
| 森林               | 3,949 ha |
| 水域               | 243 ha   |
| その他             | 104 ha   |

### 隣接する市町村
エストリヒ＝ヴィンケルは、西はガイゼンハイム、北はロルヒ（ともにラインガウ＝タウヌス郡）、ヴェルテロート（ラインラント＝プファルツ州ライン＝ラーン郡）、ハイデンロートおよびシュランゲンバート、東はエルトヴィレ・アム・ライン（以上いずれもラインガウ＝タウヌス郡）と境を接する。南はライン川を挟んで、インゲルハイム・アム・ライン（ラインラント＝プファルツ州マインツ＝ビンゲン郡）と向かい合っている。

## 歴史
人口約12,000人の街エストリヒ＝ヴィンケルは、ヘッセン州の地域再編に伴い、1972年7月1日にそれまで独立した町村であったミッテルハイム、エストリヒ、ヴィンケルが自主的に合併して成立した。同時にこの新しい自治体は、州政府から「シュタット」（市）を称することを許された。ドッペルナーメ（2つの地区名を続けた地名）は、市の成立以前からすでに市内唯一の駅名として用いられており、長い伝統を有している。本市の初代市長にはヴィンケルの最後の町長であったクラウス・フリーチュが選ばれた。彼はその後ラインガウ＝タウヌス郡の郡長に就任した。1977年1月1日に州法に従ってハルガルテンが合併した。全ての市区は、オルツベイラート（地区委員会医）とオルツフォアシュテーアー（地区代表）を有するオルツベツィルク（行政上の地区）を形成している。

## 住民

### 宗教
エストリヒ＝ヴィンケルの4つの市区はそれぞれカトリックの教会を有しており、それらは聖ペーターおよびパウル・ラインガウ大教会区に属す。福音主義信者は、1891年に創設されたエストリヒ＝ヴィンケル福音主義教会に属す。この教会にはエルトヴィレのハッテンハイム市区の信者も属している。
エストリヒにはエホバの証人の王国ホールが、ミッテルハイムには新使徒教会がある。
19世紀からナチ時代までエストリヒにはユダヤ教会が存在していた。エストリヒのユダヤ人墓地はラインガウで最も古いユダヤ人墓地とされている。2013年8月に、ナチズムによるユダヤ人犠牲者を追悼するこの街で初めての「躓きの石」が、芸術家グンター・デムニヒによって設置された。

## 行政

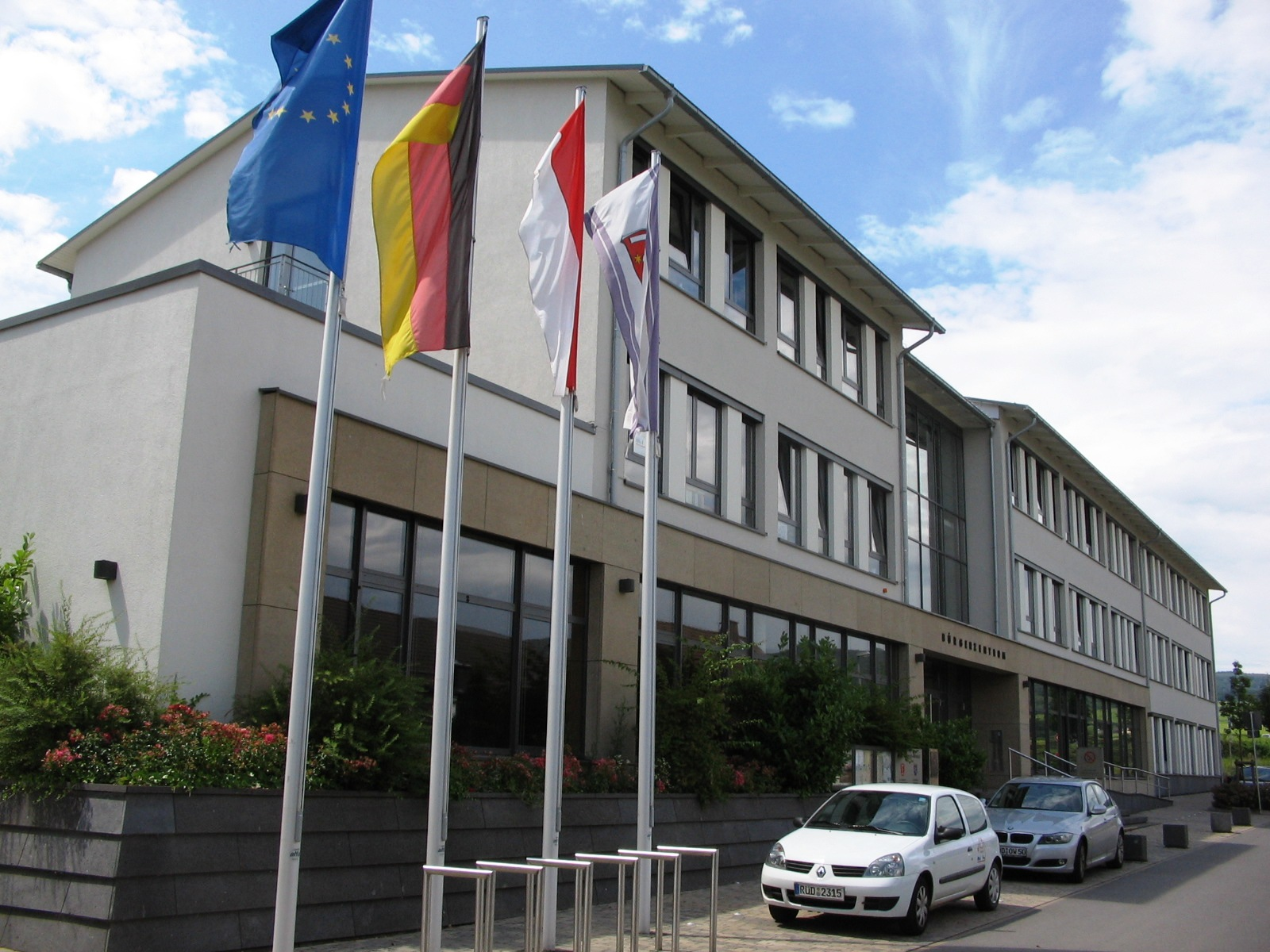
エストリヒ＝ヴィンケルの市民センターおよび市庁舎

### 議会
エストリヒ＝ヴィンケルの市議会は31議席で構成されている。

### 首長
2019年5月26日に、カイ・テンゲ（無所属、CDU推薦）は 58.2 % の票を獲得して市長に選出された。この選挙の投票率は 67.4 % であった。彼は2019年9月1日に市長に就任した。前任者のミヒャエル・ハイルはこの選挙に立候補しなかった。
歴代市長を列記する。
- 1972年 - 1989年: クラウス・フリーチュ (SPD)
- 1989年 - 1995年: ハインツ＝ディーター・ミールケ (SPD)
- 1995年 - 2013年: パウル・ヴァイマン (CDU)
- 2013年 - 2019年: ミヒャエル・ハイル (CDU)[11]

### 姉妹都市
エストリヒ＝ヴィンケルは以下の都市と姉妹都市関係にある。
- ドニセ（フランス語版、英語版）（フランス、ローヌ県）1986年
- トカイ（ハンガリー、ボルショド・アバウーイ・ゼンプレーン県）1988年

また、チェコのラディムニェル（パルドゥビツェ州）と支援・協力関係にある。

### 紋章
エストリヒ＝ヴィンケルの紋章には銀色の「Z」の鏡文字が描かれ、その両側に金色の星が配されている。「Z」はヴォルフスアンゲルを表している。これは昔オオカミから集落を護るために使われていた両側に刃のついた器具である。この紋章は17世紀から使われていた。市が成立する以前は、1965年からミッテルハイムの紋章となっていた。

### 旗
1988年1月6日にエストリヒ＝ヴィンケルは以下の図柄の旗の使用を認められた。
図柄: 両側に白い糸で縁取られた細い青地。その間の広い白地の上半分に市の紋章が描かれている。

## 文化と見所

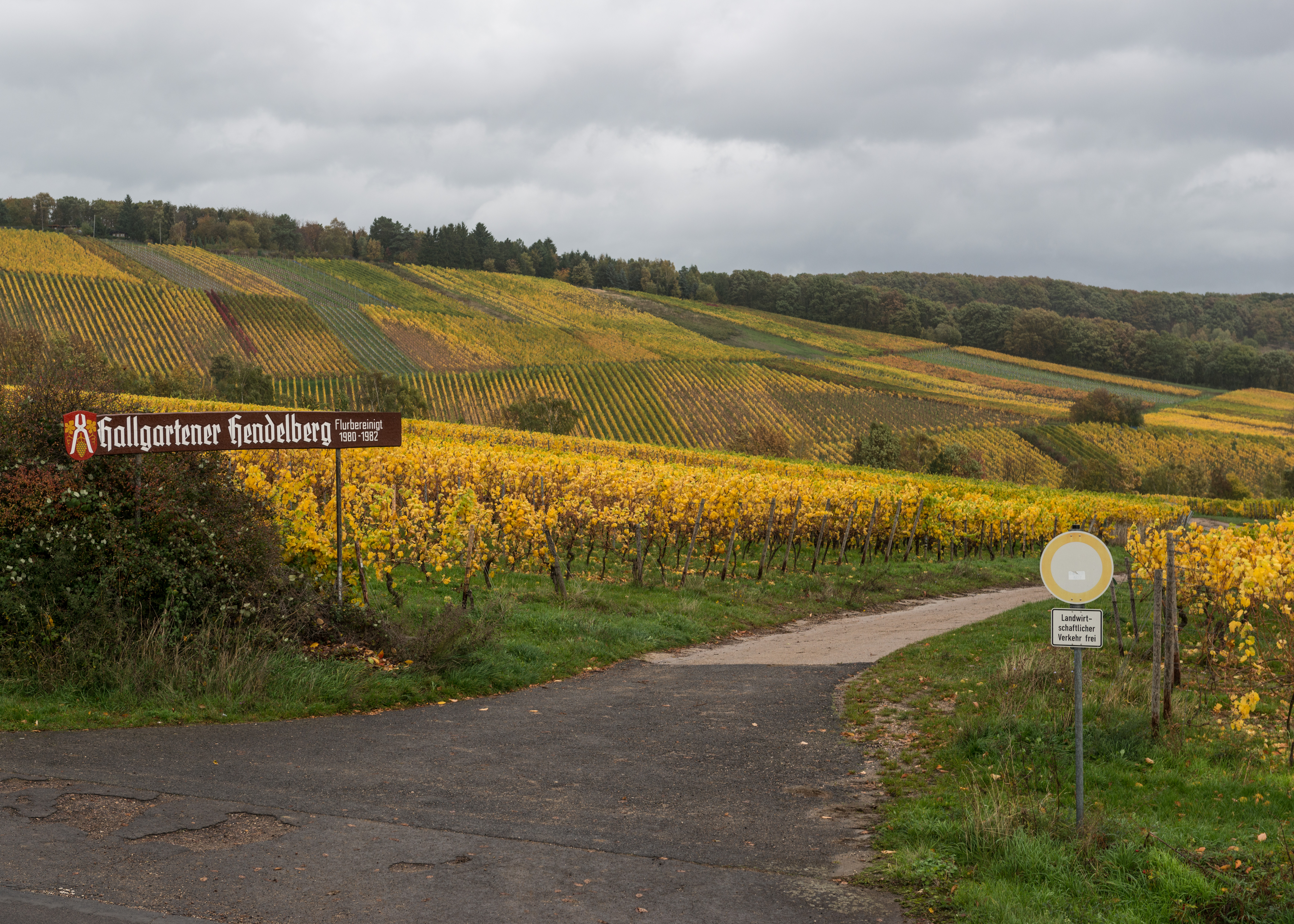
ハルガルテンのヘンデルベルク農場

### ブドウ栽培
エストリヒ＝ヴィンケルはワイン造りの街である。以下の農場でブドウが栽培されている。
- エストリヒ: レンヒェン - ドースベルク - クロスターベルク - プファッフェンベルク
- ミッテルハイム: エーデルマン - ザンクト・ニコラウス - ゴルトベルク
- ヴィンケル: ダッハスベルク - ハーゼンシュプルング - グーテンベルク - イェズイーテンガルテン - ビーネンガルテン - シュロス・フォルラーツ
- ハルガルテン: ユングファー - ヴュンツガルテン - シェンヘル - ヘンデルベルク - メールヘルツヒェン

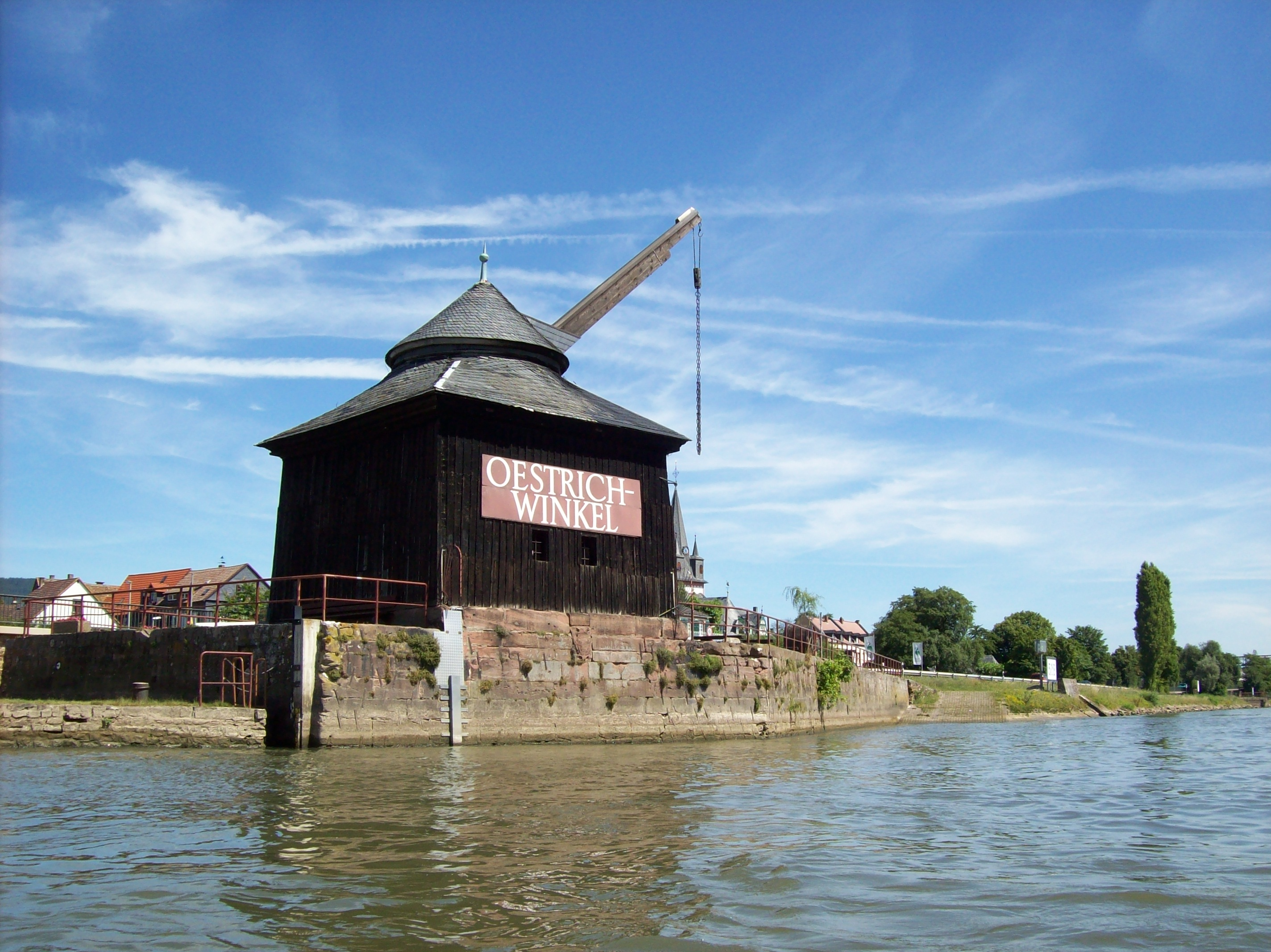
エストリヒのクレーン

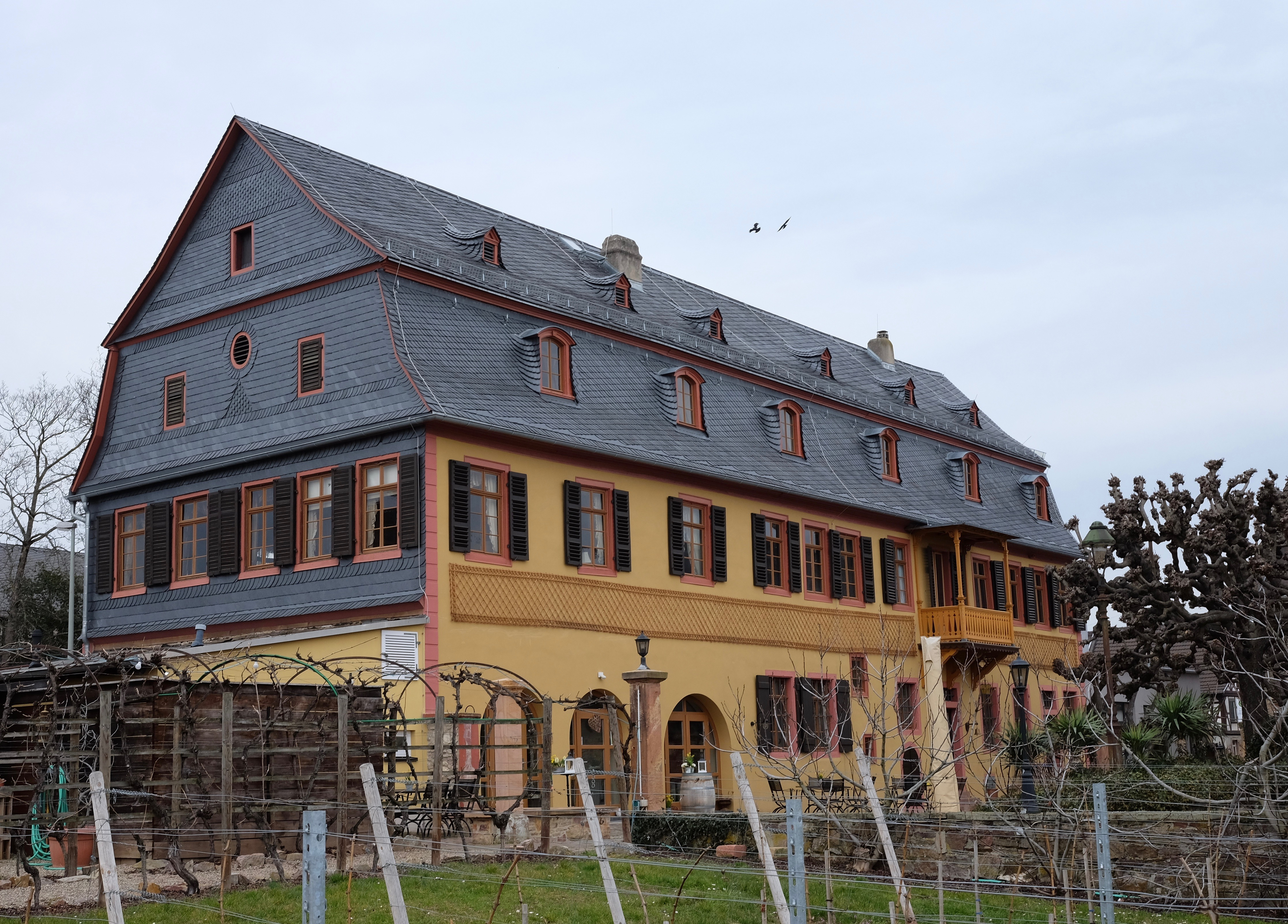
ブレンターノハウス

### 見所
エストリヒ市区の象徴的建造物であるエストリッヒャー・クラン（直訳: エストリヒのクレーン）は、船への積み降ろしのために18世紀に建設されたワイン運搬用クレーンである。このクレーンは1745年に完成し、1926年まで稼働していた。クレーンの内部には2つのペダルホイールまたはランニングホイールがあり、それぞれ2人が自分の体重でケーブルウィンチを動かして船へ荷物の積み降ろしをしていた。
エストリヒの聖マルティン教区教会とミッテルハイムの聖エギディウス＝バシリカはラインガウで最も古い教会であるとされている。ハルガルテンのマリアの被昇天教区教会では、15世紀に製作された有名なハルガルテンの聖母像を見ることができる。1956年に建設された近代的なミッテルハイム福音主義教会も文化財保護の対象となっている。
ハッテンハイム近くの北東の市境にライヒャルツハウゼン城（12世紀創建）がある。1900年頃に古い建築様式を模した事務棟が建設された。ここには現在EBS経済法科大学が入居している。
ヴィンケルにはドイツに現存する中で最も古い石造りの家「グラウエス・ハウス」がある。ラバヌス・マウルスはここに住み、856年にここで亡くなったと長らく語り継がれていた。
非常に古い水道塔を持つフォルラーツ城は、ヴィンケルの北約 2 km に位置する、訪れる価値のある名所である。
ヴィンケルの街の中央に、ブレンターノハウスがある。フランクフルトの銀行家ブレンターノ家の客として1814年にゲーテがここに一時期滞在した。この家族の子供にあたるのが、クレメンス・ブレンターノ、グンダ・ブレンターノ、ベッティーナ・ブレンターノである。ベッティーナの友人カロリーネ・フォン・ギュンダーローデは恋の悩みと厭世観からヴィンケルのライン川で自殺した。ブレンターノハウスの向かいにある納屋は、2003年から「ブレンターノショイネ」という名称で文化イベント施設として用いられている。
市の北部に位置する高さ 580 m のハルガルター・ツァンゲ（山）の上に石造りの展望塔がある。

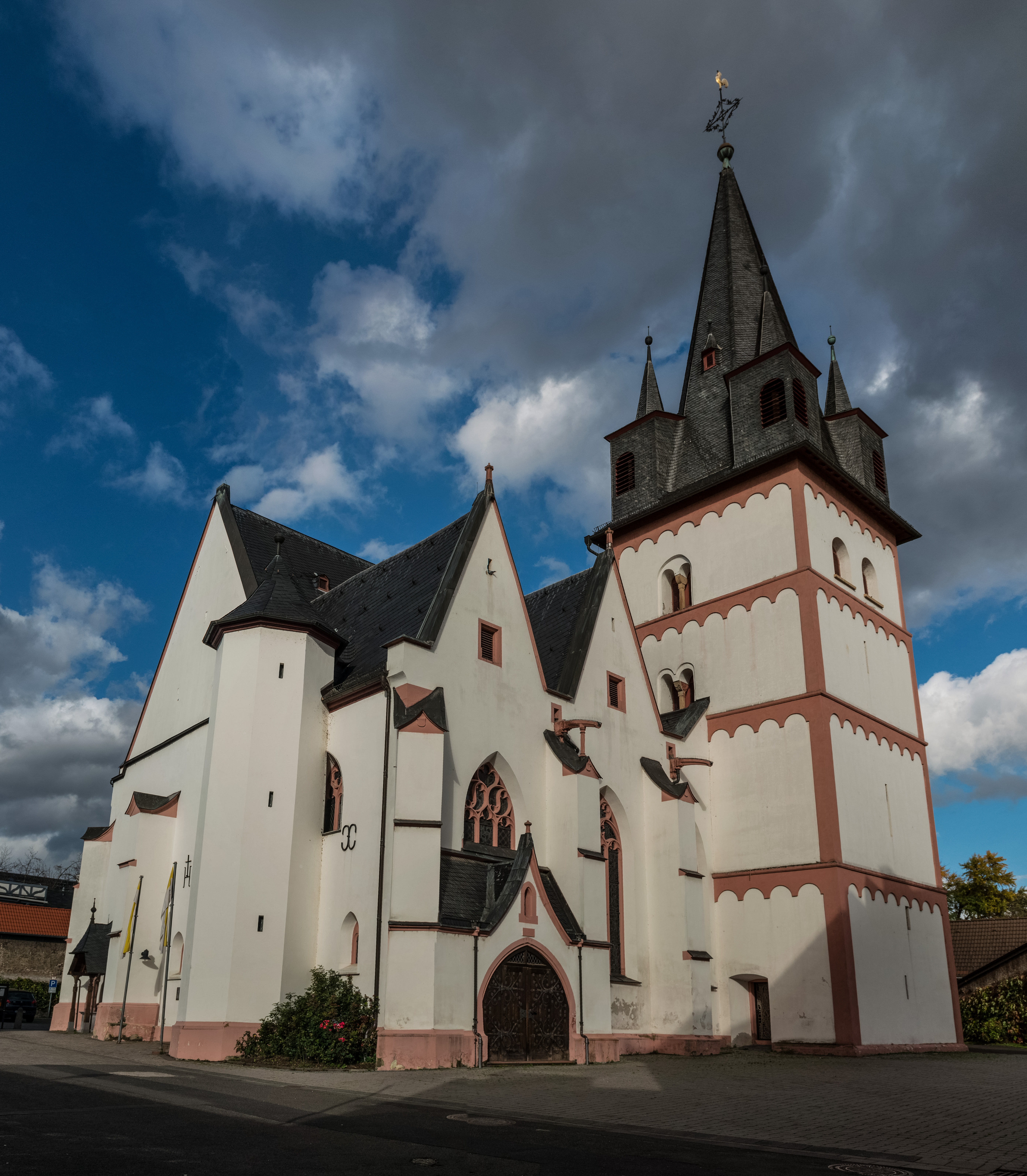
エストリヒの聖マルティン教会
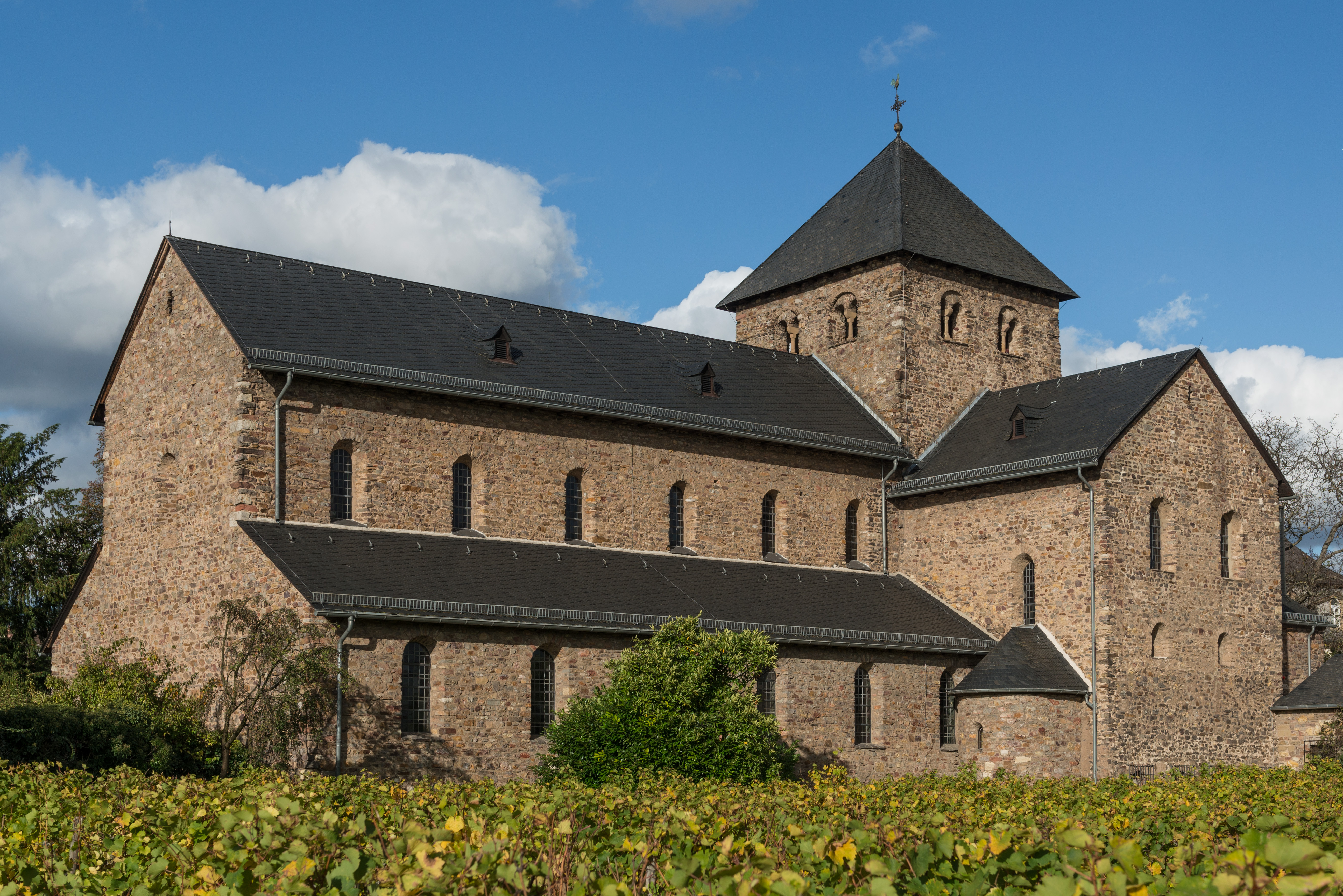
ミッテルハイムの聖エギディウス＝バシリカ
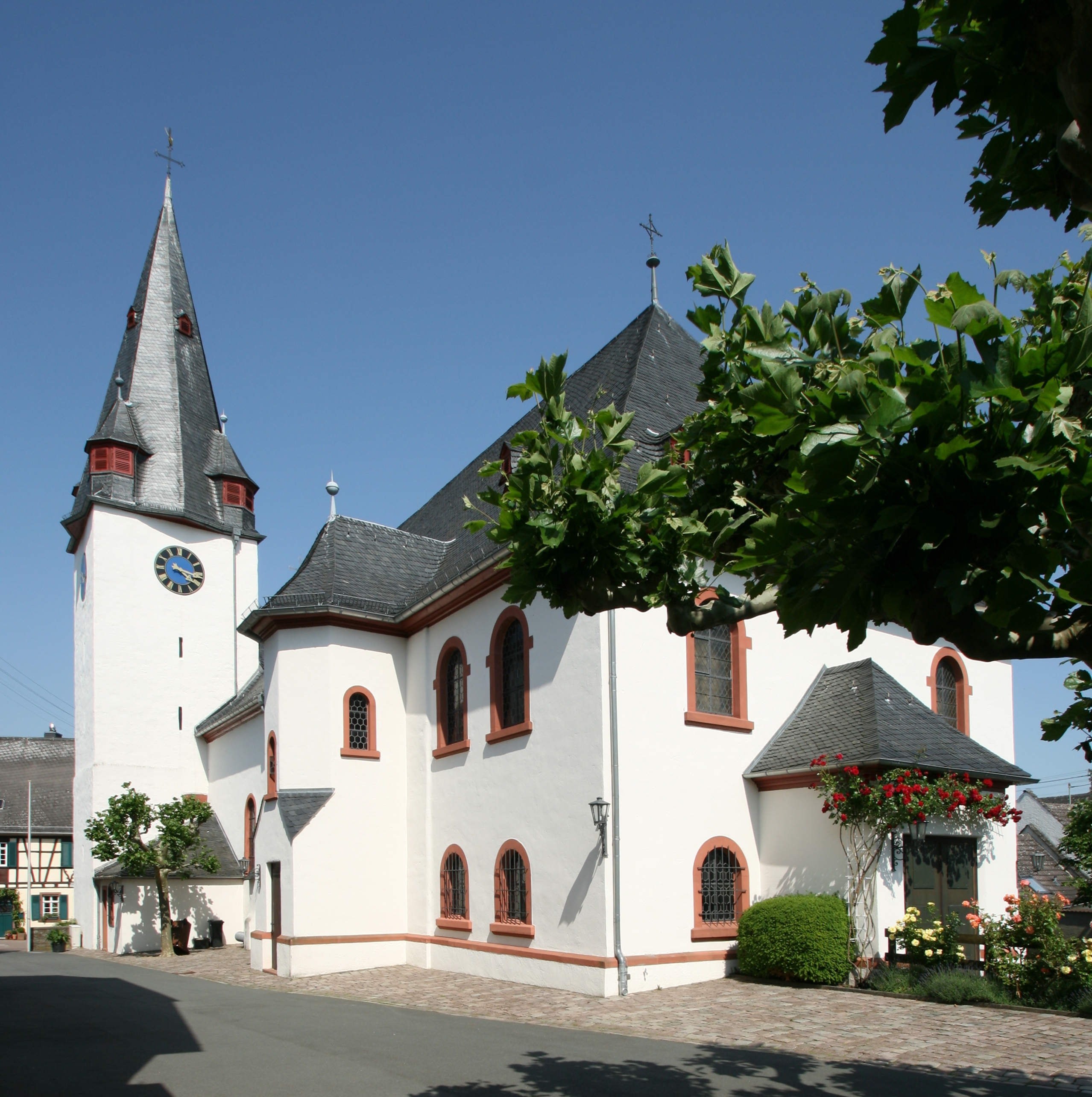
マリアの被昇天教区教会
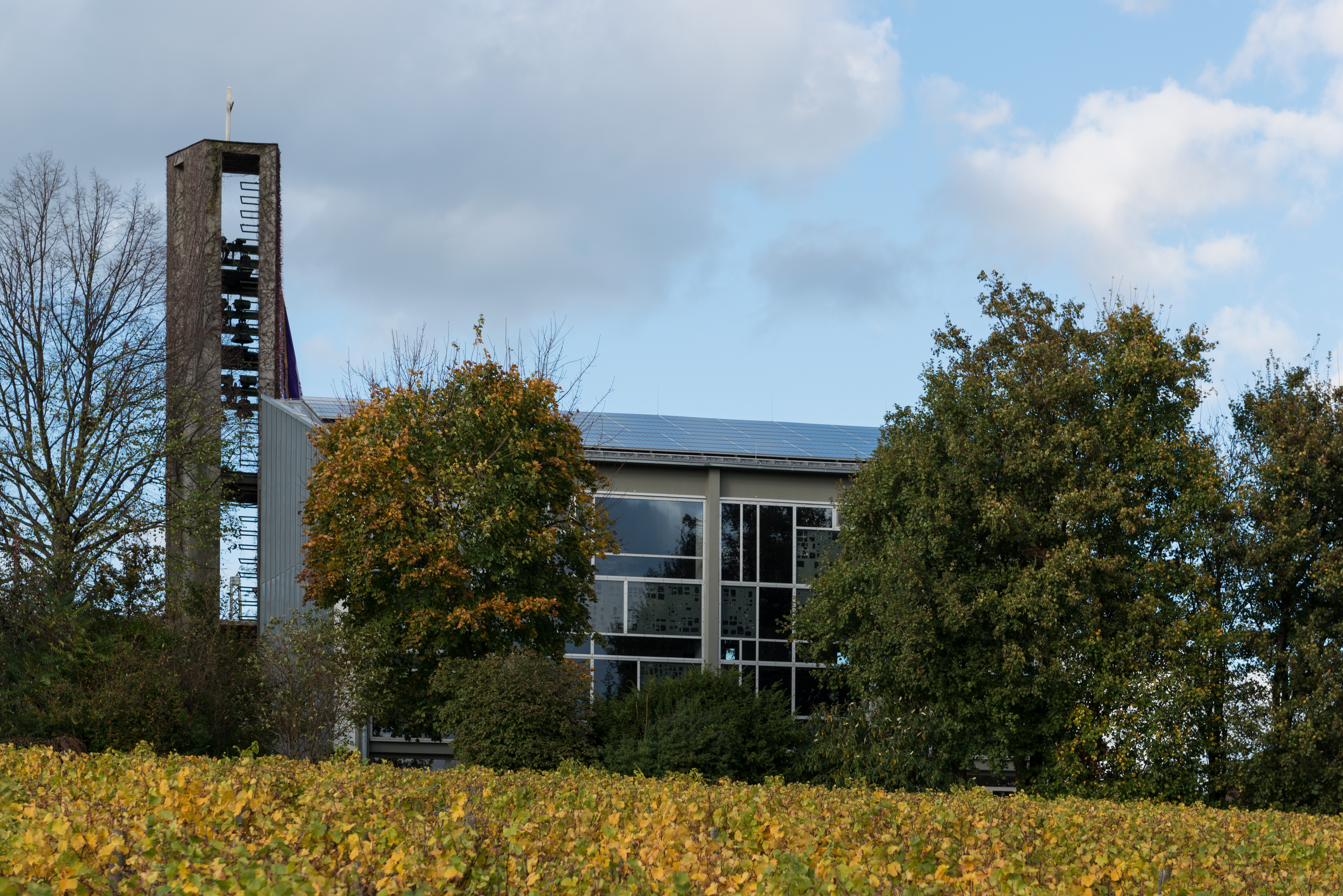
ミッテルハイム福音主義教会
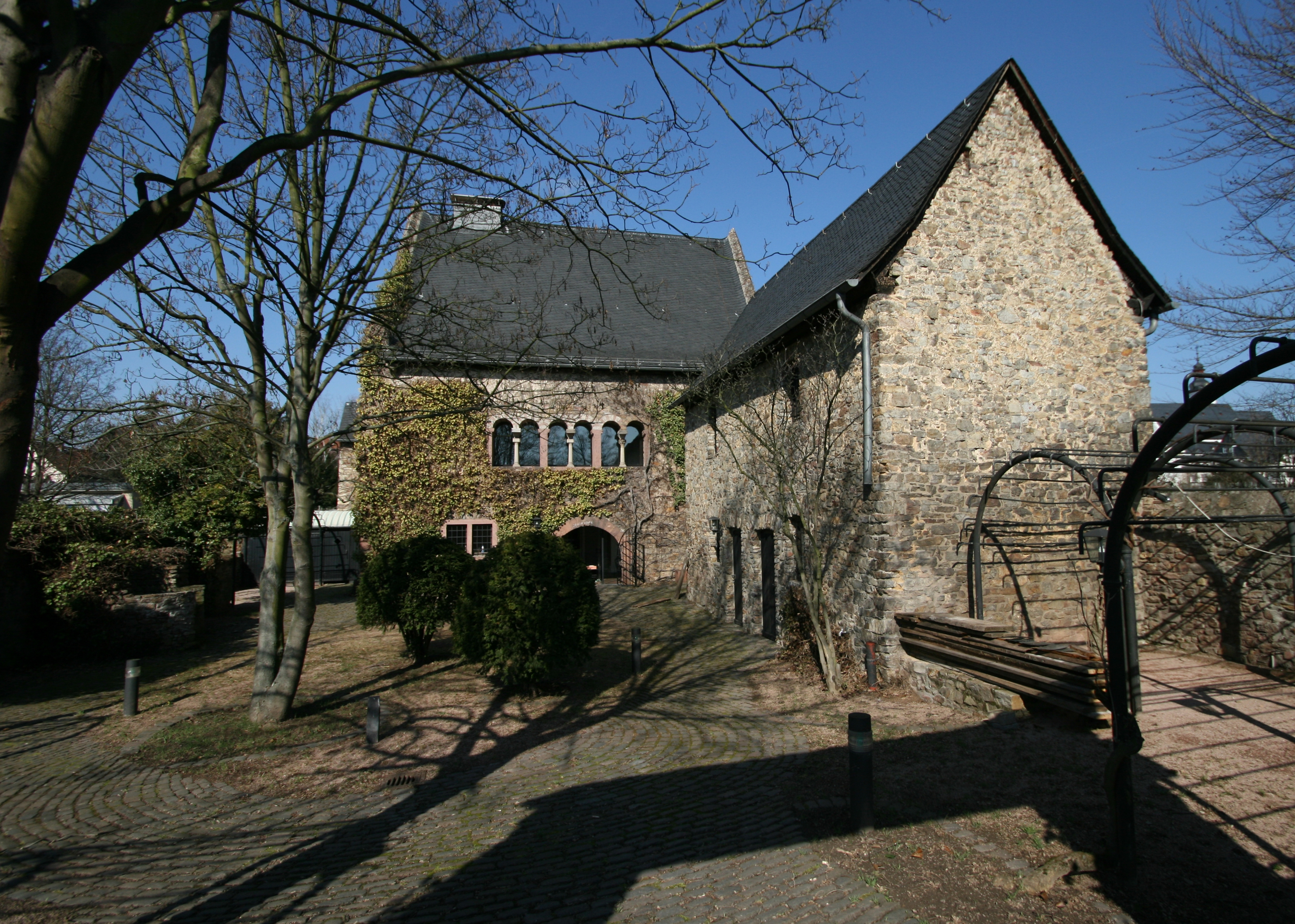
グラウエス・ハウス
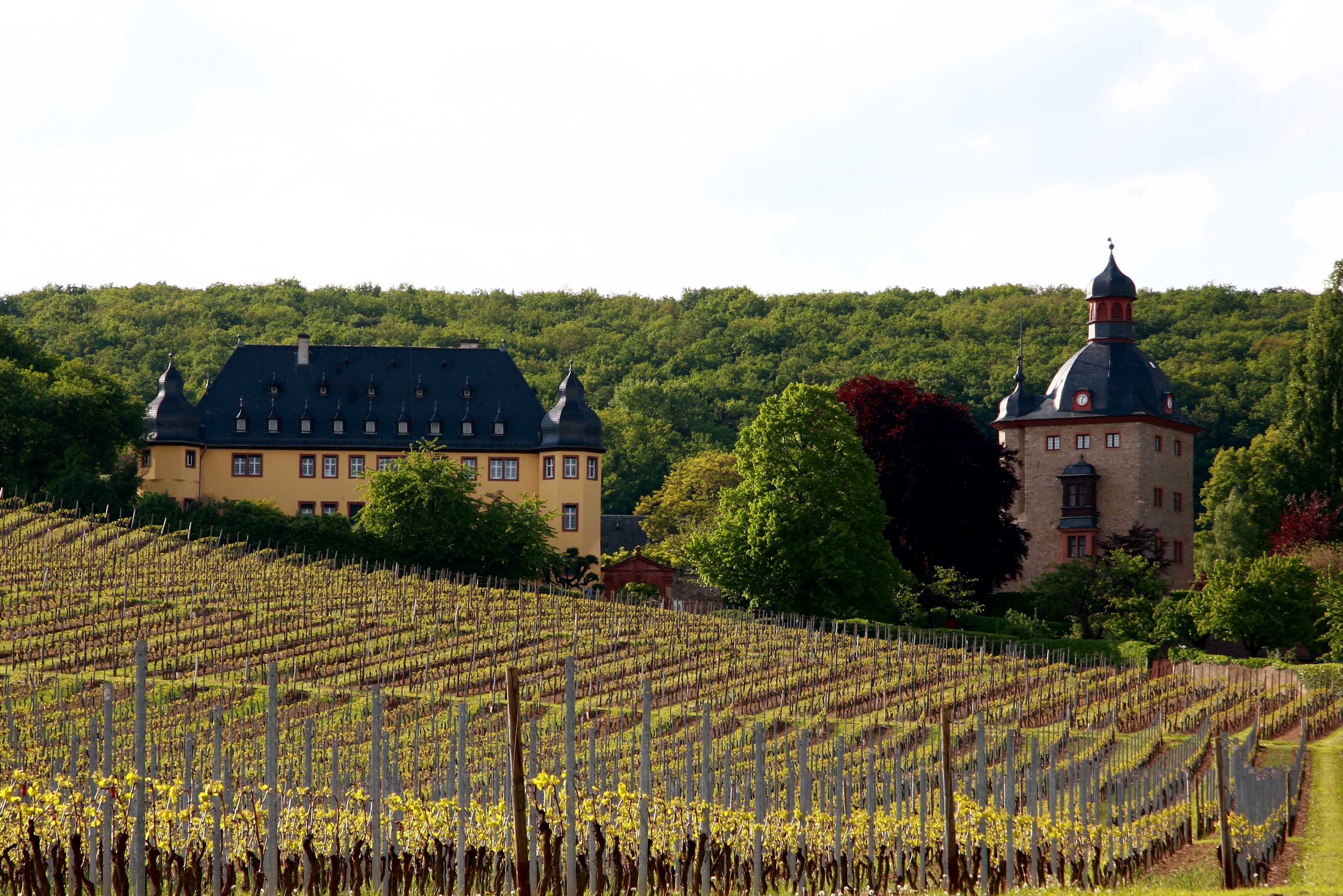
フォルラーツ城
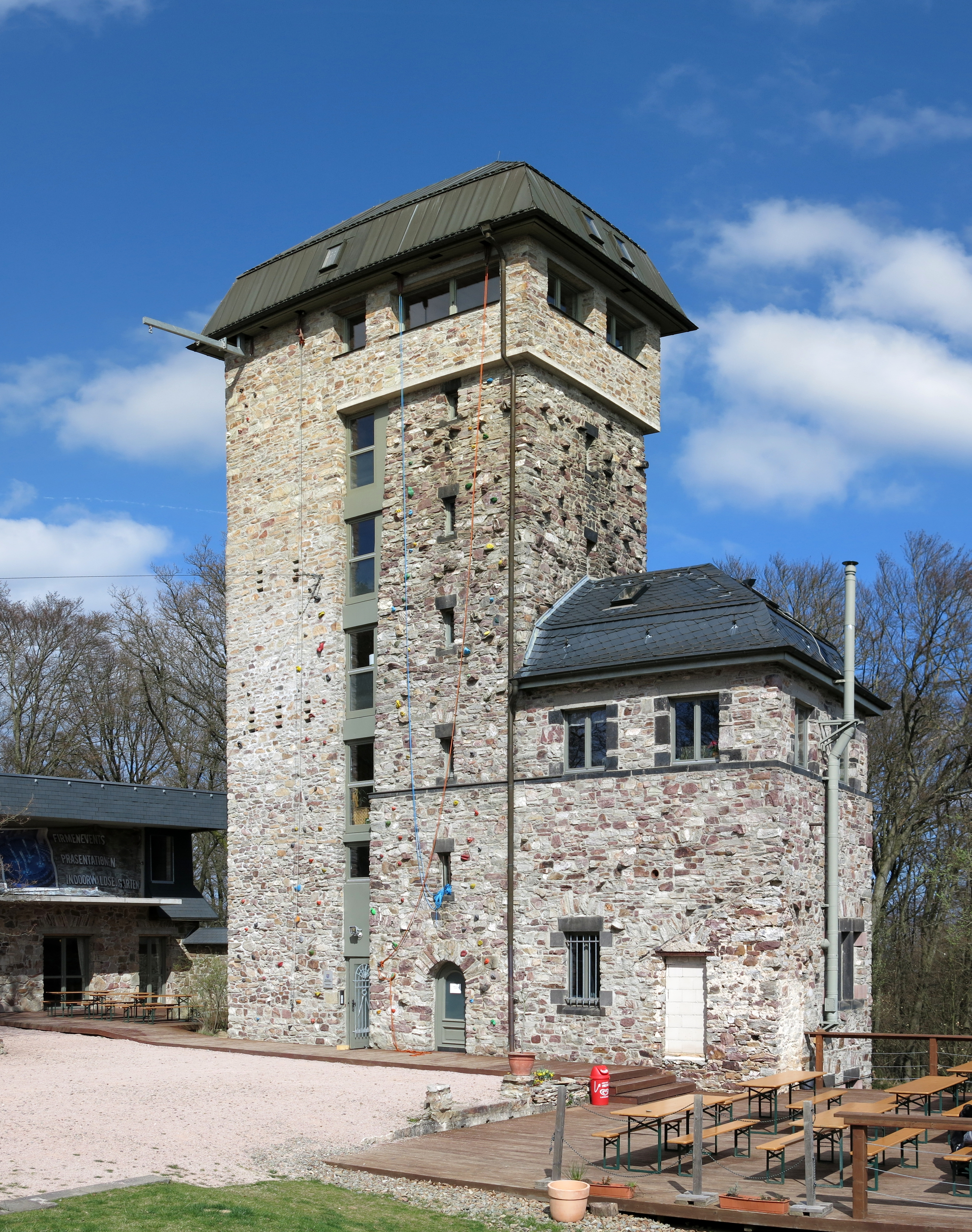
ハルガルター・ツァンゲ展望塔

### 年中行事
この町の年中行事には以下のものがある。
- ヴァンデラーレプニス・フレーテンヴェーク[14]（聖霊降臨祭後の週末）
- ハルガルテンのヴィンツァーフェスト（8月第1週末）
- ブレンターノショイネとフォルラーツ城でのクリスマスマーケット
- ジャズ週間

## 経済と社会資本

### 経済と地元企業
エストリヒ＝ヴィンケルではワイン造りと観光業が重要である。激動する構造転換を背景に、市内にはわずかな工業系企業が存在するだけである。主に手工業とサービス業で成り立っている。全国的に活動している地元企業は、化粧品メーカーのヴィルデ・コスメティクス GmbH、合成樹脂加工業のラファルゲ・ルーフ・システム・コンポーネンツ GmbH & Co. KG がある。2018年までは化学系企業のケップ・シャウム GmbH もかつてエストリヒ＝ヴィンケルに本社を置いていた。
2019年時点で市内には、1793人分の社会保険支払い義務のある雇用が存在する。サービス業が占める割合は 64.2 % である。

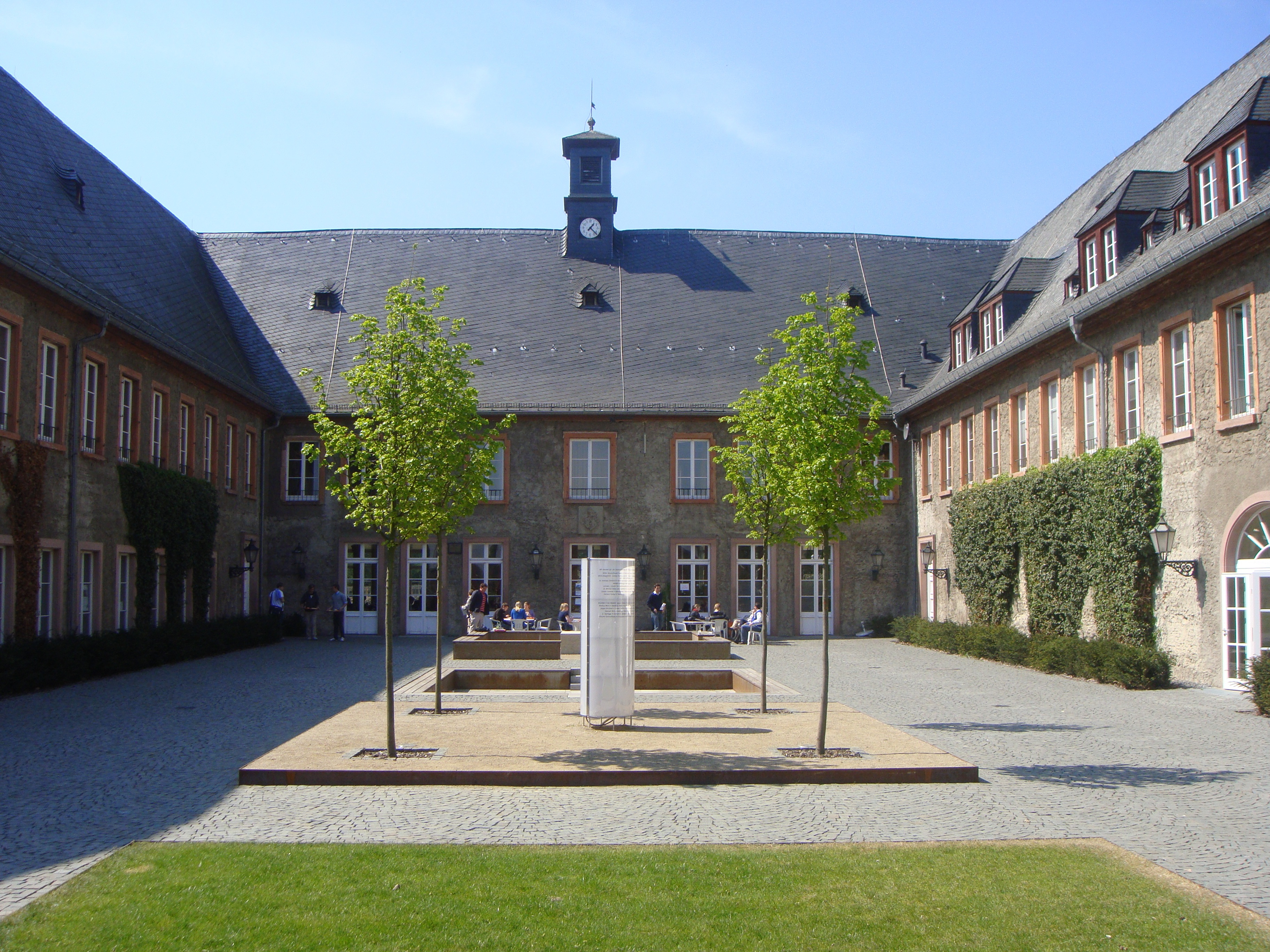
EBS経済法科大学

### 教育機関
エストリヒ＝ヴィンケルは、1980年からEBS経済法科大学の所在地であり、大学都市となっている。エストリヒ市区には、プフィングストバッハシューレ（基礎課程学校）がある。基礎課程学校はもう1校、ハルガルテン市区にある。

2015年になるまでエストリヒ＝ヴィンケルには、ヴィンケル、エストリヒ、ハルガルテンに全部で3校の基礎課程学校があった。このうちエストリヒ基礎課程学校には本課程学校が統合されていた。2015年のヴィンケルのラバヌス＝マウルス＝シューレの閉校により児童たちはエストリヒ基礎課程学校に転入し、「プフィングストバッハシューレ」と改名された。ハルガルテン市区の基礎課程学校は存続している。本課程学校は、リューデスハイムの統合型総合学校に移された

### 交通

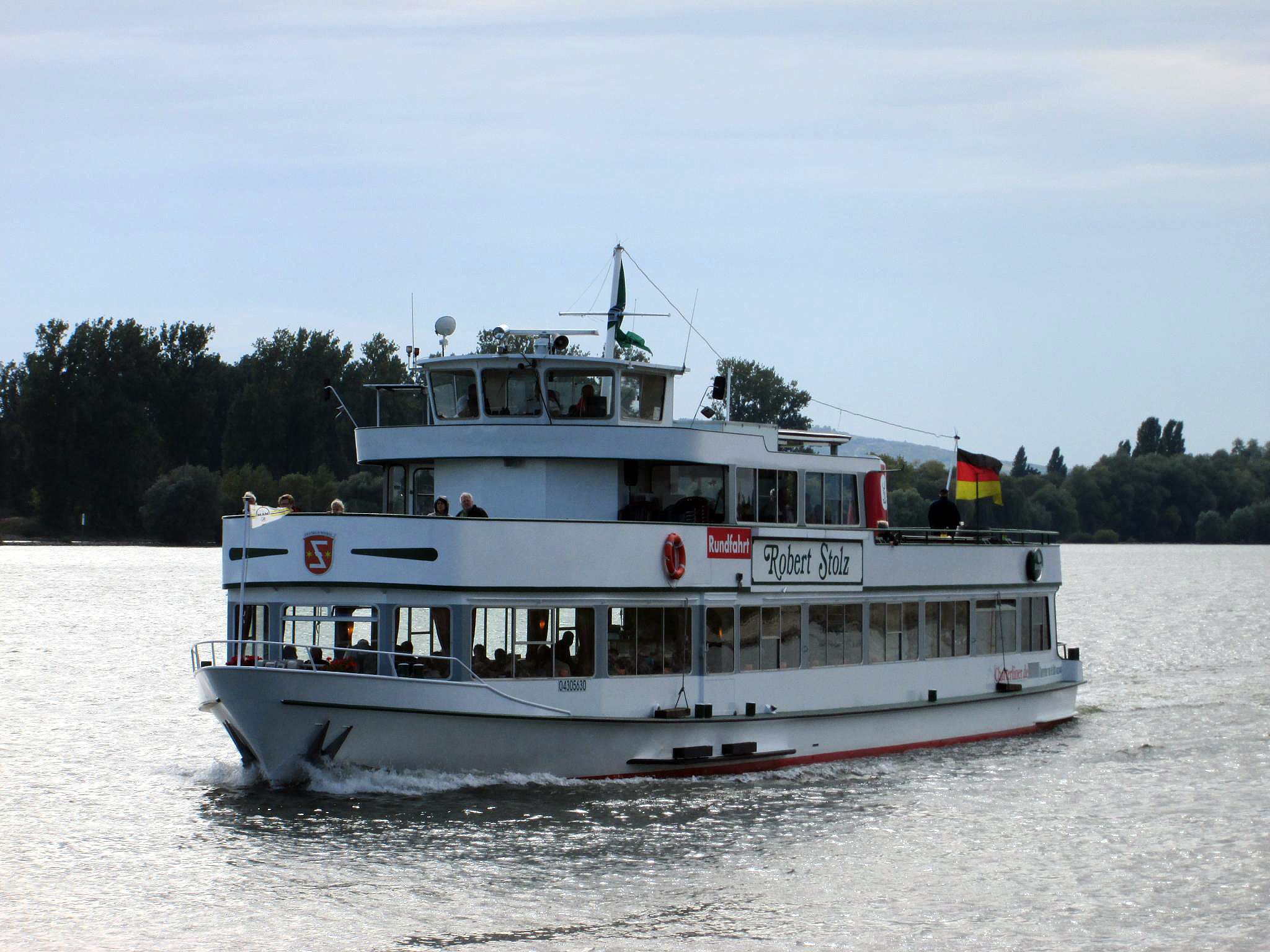
旅客船ロベルト・シュトルツ号

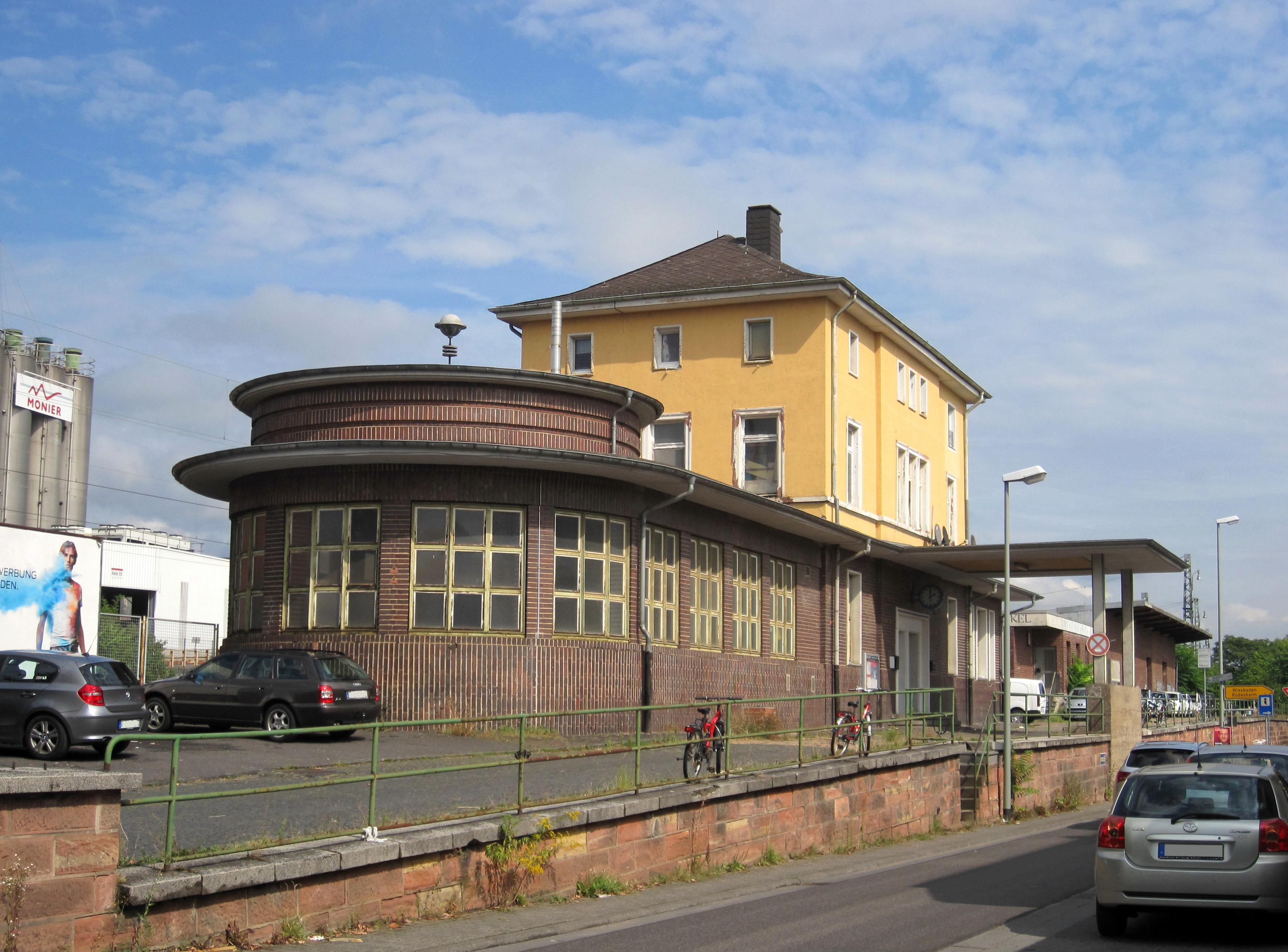
エストリヒ＝ヴィンケル駅

エストリヒ＝ヴィンケルは、連邦道 B42号線に面している。この道路はバイパス道路としてライン川沿いを通っており、建て込んだ地域と川とを隔てている。この道路はヴァルフを過ぎたところで継ぎ目なく連邦アウトバーン A66号線に移行する。
ミッテルハイムからは、6時から21時の間（夏期の半年間は22時まで）インゲルハイム・アム・ラインまでカーフェリーが運航している。インゲルハイムにはアウトバーン A60号線のインターチェンジが存在する。連邦道 B42号線の下を通る通路は、トラックが通行するには低すぎる。ヴィンケルのライン川河畔には、地元の Charterliner GmbH van de Lücht が運行する旅客船ロベルト・シュトルツ号とヴィリー・シュナイダー号の船着き場がある。
ライン河畔の B42号線は氾濫調整地域を通っており洪水により定期的に通行止めとなるため、エストリヒとミッテルハイムではラインガウ通り、ヴィンケルではハウプト通りと呼ばれる街中を通る道路がB42a号線として今でも連邦道の状態にある。B42a号線は、ライヒャルツハウゼン城近くでバイパス道路から分岐し、ガイゼンハイムの直前で再びB42号線に合流する。エストリヒでは、メインストリートとして街の南側を通っており、多くの商店、銀行やレストランの他に 2つのバス停がある。
ライン川から約 2.5 km 離れたハルガルテン市区は、ライヒャルツハウゼン城から、鉄道下のアンダーパスを通る郡道 K634号線で結ばれている。
エストリヒ＝ヴィンケル駅はミッテルハイム市区にある。この駅は、ライン右岸線（フランクフルト (マイン) - ヴィースバーデン - エストリヒ＝ヴィンケル - コブレンツ）の駅で、ヘッセン州の州境まではライン＝マイン交通連盟に属している。
ライン右岸線建設当時、エストリヒとヴィンケルは駅の場所について鉄道会社と合意することができなかった。そのため鉄道会社は両者の中間に位置する小さな集落ミッテルハイムに駅を設け、この3つの町村が地域再編で統合される前であったにもかかわらずエストリヒ＝ヴィンケル駅と命名した。

### 自転車道
ヘッセン広域自転車道 R3号線の別ルートである R3a号線が市内を通っている。R3号線（ライン＝マイン＝キンツィヒ自転車道）は、「シュペートレーザーライターの痕跡をたどる」というモットーの下、ライン川、マイン川、キンツィヒ川沿いを走り、フルダを通ってレーン山地のタンまで延びている。エルトヴィレまでの最初の区間である R3a号線はラインガウアー・リースリング・ルートを通る。ライン川河畔を全長約1230 km のライン自転車道が通っている。この自転車道は、スイス・アルプスのオーバーアルプ峠近郊のライン川の水源地域からロッテルダム近くの河口まで5つの国を通る。

## 人物

### 出身者
- リヒャルト・フォン・グライフェンクラウ（1467年 - 1531年）トリーア大司教。フォルラーツ城で生まれた。
- ペーター・シュパーン（ドイツ語版）（1846年 - 1925年）政治家。プロイセンの法務大臣を務めた。

### ゆかりの人物
- ラバヌス・マウルス・マグネンティウス（780年頃 - 856年）カロリング朝時代の重要な学者。ヴィンケルで亡くなった。
- カロリーネ・フォン・ギュンダーローデ（1780年 - 1806年）ロマン派の詩人。ヴィンケルで自殺した。